# Bechtsrieth
Bechtsrieth è un comune tedesco di 1 074 abitanti, situato nel land della Baviera.